# Перхурово (Воскресенский район)
Перху́рово — деревня в Воскресенском муниципальном районе Московской области. Входит в состав городского поселения Хорлово. Население — 94 чел. (2010).

## География
Деревня Перхурово расположена в южной части Воскресенского района, примерно в 0,5 км к востоку от города Воскресенска. Высота над уровнем моря 117 м. Рядом с деревней протекает река Медведка. В деревне 2 улицы — Луговая и Садовая, приписано 3 СНТ. Ближайший населённый пункт — город Воскресенск.

## Название
Название связано с Перхур, разговорной формой личного имени Порфирий.

## История
В 1926 году деревня входила в Вострянский сельсовет Колыберовской волости Коломенского уезда Московской губернии.
С 1929 года — населённый пункт в составе Воскресенского района Коломенского округа Московской области, с 1930-го, в связи с упразднением округа, — в составе Воскресенского района Московской области.
До муниципальной реформы 2006 года Перхурово входило в состав Елкинского сельского округа Воскресенского района.

## Население
В 1926 году в деревне проживало 118 человек (48 мужчин, 70 женщин), насчитывалось 24 крестьянских хозяйства. По переписи 2002 года — 97 человек (43 мужчины, 54 женщины).
| 1926 | 2002 | 2010 |
| ---- | ---- | ---- |
| 118  | ↘97  | ↘94  |